# 찰스 엘리엇
찰스 엘리엇 경(Sir Charles Elliot, 1801년 - 1875년 9월 9일)는 영국의 해군 장교, 외교관, 식민지 행정관이다. 영국의 대청나라 무역의 전권을 가지고, 상무총감으로 재직 중인 1841년에 홍콩의 초대 총독이 되었다. 영국 식민지 홍콩을 기획한 핵심 인물 중 하나이다.

## 생애
1801년, 작센의 드레스덴에서 휴 엘리엇과 마가렛의 사이에서 태어났다. 그의 백부는 스코틀랜드 출신의 외교관 제1대 민토 백작 길버트 엘리엇이다. 엘리엇은 잉글랜드 남부 버크셔의 레딩에서 교육을 받았다. 1815년 3월 26일에 영국 해군에 들어가 이듬해 바르바리 해적과 싸운 알제 전투에서 사관후보생으로 복무했다. 4년간 동인도 함대 근무 후, 1820년에 본국 함대에 근무했다. 1822년 서아프리카 전대에 전속되는 동시에 위관으로 진급했다. 북아메리카, 서인도 함대에서 근무 후, 1828년에 영관으로 진급했다. 아이티에서 클라라 윈저를 만나 1828년에 결혼했다.
퇴역 후 외무부의 경력을 쌓았다. 1830년부터 1833년 사이, 영국령 기아나에서 노예보호관이 었다. 1834년 상무총감 네이피어 경의 직원, 선무총관으로 청나라에 부임했다. 1836년부터 1841년까지 전권 상무 총감이 되었다. 1842년부터 1846년 사이, 텍사스 공화국의 임시 대리 대사 겸 총영사가 되었다. 버뮤다 총독, 트리니다드 총독, 세인트 헬레나 총독을 역임하고 1856년 기사(바스 훈장 나이트 커맨더)에 서임되었다.

## 참고자료
- Endacott, G. B. (2005) [1962]. A Biographical Sketch-book of Early Hong Kong. Hong Kong University Press. ISBN 978-962-209-742-1.
- Hoe, Susanna; Roebuck, Derek (1999). The Taking of Hong Kong: Charles and Clara Elliot in China Waters. Richmond, Surrey: Curzon Press. ISBN 0-7007-1145-7.